# Adrien Degbey
Pour les articles homonymes, voir Degbey.
Adrien Degbey, né le 10 mai 1918 à Dogbo et mort le 14 avril 1971, est un instituteur, inspecteur principal de l'Enseignement primaire et homme politique dahoméen.

## Biographie

### Études et carrière professionnelle
Adrien Degbey naît le 10 mai 1918 à Dogbo au Dahomey (ancien nom du Bénin). Il entre à l'École primaire supérieure Victor-Ballot à Porto-Novo en 1932. En 1935, il passe avec cinq autres élèves de sa promotion, dont Justin Ahomadegbé, le concours d'entrée à l'École normale William-Ponty. Ils intègrent l'école en réussissant à se classer aux six premières places à l'issue des épreuves du concours. Cet établissement, situé à Gorée au Sénégal, est connu pour former une part importante des instituteurs, médecins et cadres d'Afrique-Occidentale française.
Grâce au directeur de l'école, Charles Béart, et au théâtre de Ponty, il s'initie au 6e art. En 1936, il joue dans une pièce intitulée Retour aux fétiches délaissés, au milieu d'une troupe composée d'autres élèves dahoméens notamment Hubert Maga, Émile Derlin Zinsou, François Aplogan et Antoine Boya, futures figures de la vie politique dahoméenne. La pièce, jouée à Gorée et à Dakar, connaît un franc succès.
Il sort de l'École normale avec un diplôme d’instituteur et rentre au Dahomey pour exercer son métier. En 1948, il obtient son diplôme supérieur d'aptitude professionnelle, et devient par la suite directeur d'école publique à Bopa.
Le 16 mars 1961, alors instituteur principal de première classe, il est nommé inspecteur adjoint et affecté à l'Inspection primaire de la circonscription de Porto-Novo.
Il termine sa carrière à l'Éducation nationale en tant qu'inspecteur principal de l'Enseignement primaire.

### Carrière politique
En tant que membre de l'Union progressiste dahoméenne (UPD), premier parti politique au Dahomey, il est élu en janvier 1947 au Conseil général. Il y siège jusqu'en 1952 puis de nouveau entre 1959 et 1960.
Au début de son indépendance, la république du Dahomey connait une longue période d'instabilité politique, émaillée par plusieurs coups d'État. C'est durant cet intervalle qu'Adrien Degbey participe à deux reprises à un gouvernement.
Il est nommé par le président de la République Hubert Maga, le 11 septembre 1963, ministre du Travail et Affaires sociales et le demeure jusqu'au 27 octobre de la même année. À cette date, l'armée sous la conduite du colonel Christophe Soglo, souhaitant éviter que les troubles sociaux et politiques agitant le pays ne se transforment en guerre civile, force Hubert Maga à quitter le pouvoir.
Un mois plus tard, il est convié par Christophe Soglo à prendre part à une commission constitutionnelle nationale, constituée « d'experts, de représentants de toutes les régions et de familles spirituelles du Dahomey, de représentants des syndicats, des mouvements de jeunesse » chargée d'étudier l'avant-projet de Constitution arrêté par le gouvernement provisoire.
Concernant cette période de transition militaire qui va faire basculer le Dahomey dans la Deuxième République, Bruno Amoussou, dans ses mémoires, aborde quelques confessions dont lui fait part Adrien Degbey. Ce dernier se montre acerbe quant aux décisions hâtives qui sont actées et pointe des errements, comme l'élaboration d'une nouvelle Constitution en seulement une dizaine de jours, la création d'un nouveau parti unique, en 47 jours et l'organisation d'élections législatives où seul ledit parti unique est autorisé à participer.
Une nouvelle Constitution est adoptée par référendum le 5 janvier 1964.
Lors de l'accession au pouvoir, le 25 janvier 1964, de Sourou Migan Apithy, président de la République et de Justin Ahomadegbé, Premier ministre et vice-président, Adrien Degbey retrouve des fonctions ministérielles en obtenant le portefeuille du Développement rural et de la Coopération.
Cet exécutif bicéphale connait des tensions palpables jusqu'à un point de non-retour poussant Sourou Migan Apithy, le 27 novembre 1965, puis Justin Ahomadegbé, deux jours plus tard, à donner leur démission. Tahirou Congacou, président de l'Assemblée nationale, prend alors les rênes du pays à partir du 29 novembre. Il forme un gouvernement restreint, composé de cinq membres. Adrien Degbey cède son poste à Antoine Boya nommé secrétaire d'État aux Finances, à l'Économie, au Développement rural et à la Coopération.
Mais le 22 décembre 1965, l'armée s'empare de nouveau du pouvoir et Christophe Soglo, promu depuis général, redevient président jusqu'au 17 décembre 1967, lorsqu'un groupe de jeune officiers le renverse à son tour pour placer le lieutenant-colonel Alphonse Alley à la tête du pays.
Le nouveau chef de l'État crée, le 25 janvier 1968, un comité constitutionnel chargé d'élaborer un avant-projet de Constitution ; 54 membres, dont Adrien Degbey, sont nommés en fonction de leur département d'origine et leurs compétences.
La nouvelle Constitution est approuvée par les urnes, le 31 mars de la même année, par 846 521 voix contre 71 695.

### Décès
Il meurt, le 14 avril 1971, dans un accident de la circulation. Des obsèques nationales sont organisées en son honneur.

### Postérité
Un collège d'enseignement général (CEG) créé en 1972 à Sè, dans le département du Mono, porte son nom.

### Distinctions et décorations
- Médaille de bronze[n 8],[28].
- Officier d'académie (1953)[n 9],[n 10],[28].
- Chevalier de l'ordre du Mérite social[28].
- Officier de l'ordre des Palmes académiques (1959)[n 11].
- Officier de l'ordre national du Dahomey (1967)[28],[29].